# Ponti
Ponti je italská obec v provincii Alessandria v oblasti Piemont.